# Károly Kaán
Károly Kaán (ur. 12 lipca 1867 w Nagykanizsy na Węgrzech, zm. 28 stycznia 1940 r. w Budapeszcie) – węgierski leśnik, długoletni funkcjonariusz węgierskiej administracji leśnej, rzecznik racjonalnego wykorzystania i ochrony lasów, pionier ochrony przyrody, działacz turystyczny.
Po ukończeniu bańskoszczawnickiej Akademii Górniczej i Leśnej w 1889 r. wstąpił do służby w zarządzie węgierskich Lasów Państwowych w Bańskiej Bystrzycy. W 1890 r. zdał państwowy egzamin leśny, w 1892 r. został aspirantem leśnym, a w 1895 r. – leśniczym. W 1898 r. podczas długiej studyjnej podróży odwiedził uniwersytet w Karlsruhe, zapoznał się z gospodarką w lasach Badenii, Schwarzwaldu, Bawarii, Wirtembergii i Szwajcarii, a także Galicji i Bukowiny. Po powrocie 29 kwietnia 1899 r. zawarł w Bańskiej Bystrzycy związek małżeński z Margitą Raabovą, pochodzącą z rodziny o tradycjach leśniczych z okolic Zwolenia. Tu również urodziły się trzy ich córki. W roku 1899 rozpoczął stałą współpracę z węgierskim czasopismem o tematyce leśniczej ("Erdészeti lapok"), w którym do 1939 r. ukazało się ok. 90 jego artykułów.
W 1901 r. został mianowany na stopień nadleśniczego. W gospodarstwie leśnym kładł nacisk na stałą pielęgnację lasu oraz na zalesianie nieużytków. Dbał o rozwój i utrzymanie dróg leśnych. Walczył o równoprawne traktowanie inżynierów leśników z inżynierami innych profesji. Był także inicjatorem założenia w 1895 r. pierwszych rezerwatów przyrody na terenie dzisiejszej Słowacji, którymi były rezerwaty Slovenská Ľupča – Ponická Huta (dziś rezerwat przyrody Ponická dúbrava) oraz Slovenská Ľupča – Polesie Šalková (dziś rezerwat przyrody Príboj), a w 1913 r. istniejących do dziś rezerwatów Dobročský prales i Badínsky prales. 
W 1908 r. został przeniesiony do Budapesztu, gdzie uzyskał stanowisko radcy leśnego (1909) a następnie głównego radcy leśnego (1912). W roku 1914 został powołany na komisarza pełnomocnego do spraw ochrony przyrody, a następnie pełnił odpowiedzialne funkcje w ministerstwie rolnictwa i leśnictwa, awansując aż do stanowiska sekretarza stanu. W Budapeszcie w 1909 r. wyszła jego praca pt. Természeti emlékek fenntartása (Zachowanie zabytków przyrody), w której opisał wiele najcenniejszych pamiątek przyrodniczych ówczesnych Węgier. W 1912 r. wydał tu biografię wybitnego leśnika, prekursora ochrony lasów w rejonie bańskobystrzyckim - Jozefa Dekreta-Matejovie (Decrett József élete és erdögazdasági tevékenysége, 1774-1841). Był również inicjatorem wzniesienia pierwszego pomnika J. Dekreta-Matejoviego w 1913 r. w Dolnym Jelencu (dziś w granicach Starých Hôr).
Od 1925 r. był na emeryturze, nie przerywając jednak działalności zmierzającej do ustanowienia na Węgrzech prawnych zasad ochrony przyrody. W 1931 r. również w Budapeszcie wydał obszerne studium pt. Természetvédelem és a természeti emlékek (Ochrona przyrody i przyrodnicze pamiątki), będące pierwszą całościową koncepcją ochrony przyrody na Węgrzech. Dzięki jego wieloletnim staraniom w 1935 r. została przyjęta ustawa pt. Az erdöröl és a természetvédelemröl (O lesie i ochronie przyrody). Na mocy tej ustawy w 1938 r. powstała węgierska Państwowa Rada Ochrony Przyrody, której pierwszym przewodniczącym został mianowany K. Kaán.
Karol Kaán był również zapalonym turystą i zaangażowanym działaczem turystycznym. W 1889 r. był jednym z członków założycieli powołanej w Bańskiej Bystrzycy sekcji Węgierskiego Towarzystwa Karpackiego, a następnie przez wiele lat sekretarzem jej zarządu.
Po śmierci pochowany został w Budapeszcie.
Nazwiskiem Karola Kaána została nazwana wieża widokowa, wzniesiona w latach 80. XX w. w zachodniej części Budapesztu, na szczycie wzgórza Nagy-Hárs (454 m n.p.m.) w grupie Wzgórz Budzińskich (zrekonstruowana w roku 2016).